# Neal Shusterman
Neal Shusterman (New York, 12 november 1962) is een Amerikaanse auteur van jeugdliteratuur. Hij won in 2015 de National Book Award for Young People's Literature voor zijn boek Challenger Deep, en zijn roman Scythe (in het Nederlands vertaald als Zeis) werd in 2017 bekroond met een Michael L. Printz Honor.
In 2024 ontving hij de Margaret Edwards Award, een onderscheiding voor zijn blijvende en betekenisvolle bijdrage aan jeugdliteratuur.

## Biografie
Shusterman werd geboren en groeide op in Brooklyn, New York. Zijn familie is Joods.
Al op jonge leeftijd was Shusterman een fervent lezer. Op zestienjarige leeftijd verhuisde hij met zijn familie naar Mexico-Stad. Daar voltooide hij zijn middelbare schoolopleiding aan de American School Foundation. Hij studeerde aan de University of California, Irvine, waar hij een dubbele hoofdvakopleiding volgde in psychologie en theater. Daarnaast was hij actief als wedstrijdzwemmer.

### Carrière
Na zijn studie werkte Shusterman als assistent bij Irvin Arthur Associates, een talentenbureau in Los Angeles. Daar werd Lloyd Segan zijn agent. Binnen een jaar had hij een eerste boekcontract én een opdracht als scenarioschrijver. Hij woont in Florida.
Shusterman ontving talloze prijzen voor zijn werk, waaronder de Boston Globe-Horn Book Award in 2005 en de California Young Reader Medal in 2008 voor The Schwa Was Here. In 2015 kreeg hij de National Book Award voor Challenger Deep. In 2012 was hij jurylid voor de PEN/Phyllis Naylor Working Writer Fellowship. Zijn roman Unwind uit 2007 won meer dan dertig literaire prijzen; de filmrechten werden gekocht door Constantin Film.
In 2016 werd bekendgemaakt dat Scythe wordt ontwikkeld tot speelfilm door Universal. Challenger Deep werd in 2019 aangekocht door Disney+, met Will McCormack als scenarioschrijver.
Hij schreef ook voor televisie, waaronder de Disney Channel Original Movie Pixel Perfect, en afleveringen van Goosebumps, Animorphs en R.L. Stine’s The Haunting Hour: The Series.

## Overige prijzen en nominaties
In 2013 kreeg Shusterman een eervolle vermelding van de Gouden Lijst-jury voor de Nederlandse vertaling van Unwind, Gesplitst. Voor de Nederlandse vertaling van Dry kreeg Shusterman in 2020 een Zilveren Griffel. In 2022 werd Zeis genomineerd voor Beste Boek voor Jongeren. In 2023 werd Gamechanger voor deze prijs genomineerd.
Shusterman werd vier keer genomineerd voor de Deutscher Jugendliteraturpreis (tweemaal in 2019, vervolgens in 2020 en 2023), en won in 2019 de Prijs van de Jeugdjury. In maart 2023 werd de Duitse vertaling van het boek Roxy, dat hij samen met zijn zoon Jarrod Shusterman schreef, genomineerd door de jeugdjury.